# Biblioteca da Abadia de São Galo
A Biblioteca da Abadia de São Galo (em alemão:  Stiftsbibliothek) é uma importante biblioteca monástica medieval localizada em São Galo, Suíça. Em 1983, a biblioteca, assim como a Abadia de São Galo, foram declaradas Patrimônio da Humanidade, como “um exemplo notável de um grande mosteiro carolíngio e foi, desde o século VIII até a sua secularização em 1805, um dos centros culturais mais importantes da Europa”.

## História e arquitetura
A biblioteca foi fundada por Santo Othmar, fundador da Abadia de São Galo. Durante um incêndio em 937, a Abadia foi destruída, mas a biblioteca permaneceu intacta. O salão da biblioteca, projetado pelo arquiteto Peter Thumb em estilo rococó, foi construído entre 1758-1767. Uma inscrição grega acima da porta de entrada, psyché iatreion, pode ser traduzida como "boticário da alma".

## Coleções
A coleção da biblioteca é a mais antiga da Suíça e uma das bibliotecas monásticas mais antigas e importantes do mundo. A biblioteca possui quase 160.000 volumes, com a maioria disponível para uso público. Além de livros impressos mais antigos, a coleção inclui 1650 incunábulos (livros impressos antes de 1500) e 2100 manuscritos que datam do século VIII ao século XV; entre os mais notáveis destes últimos estão os itens de produção irlandesa, carolíngia e otoniana. Esses códices são mantidos dentro de caixas de vidro, cada uma das quais é encimada por um querubim entalhado que oferece uma pista visual quanto ao conteúdo das prateleiras abaixo; por exemplo, no caso de materiais relacionados à astronomia, há um querubim observando os livros por meio de um telescópio. Os livros publicados antes de 1900 devem ser lidos em uma sala de leitura especial. O manuscrito B do Nibelungenlied é mantido aqui.
Uma biblioteca virtual foi criada para fornecer um acesso mais amplo aos manuscritos: Codices Electronici Sangallenses. Este projeto foi expandido para incluir também códices de outras bibliotecas e está operando com o nome de e-códices. Atualmente, mais de 600 manuscritos da biblioteca da Abadia de São Galo estão disponíveis em formato digital.

## Manuscritos
- Codex Sangallensis 18
- Codex Sangallensis 48
- Codex Sangallensis 878

## Ligações externos
- e-códices, St. Gallen, Stiffsbibliothek
- Herbermann, Charles, ed. (1913). "Abadia de St. Gall". Enciclopédia Católica . Nova York: Robert Appleton Company.
- Stiftsbibliothek Sankt Gallen